# John Speraw
John Speraw (Arcadia, 18 ottobre 1971) è un allenatore di pallavolo, dirigente sportivo ed ex pallavolista statunitense.

## Carriera
Dopo essersi laureato in microbiologia e genetica molecolare all'Università della California - Los Angeles nel 1995, dove ha giocato come centrale nella squadra di pallavolo vincendo due titoli nazionali, dal 1996 al 2002 è stato il vice allenatore dei Bruins. Il 14 luglio 2002 diventa l'allenatore dell'UC Irvine, con cui vince il campionato NCAA nel 2007, nel 2009 e nel 2012. Il 5 giugno dello stesso anno fa ritorno all'UC Los Angeles, stavolta come allenatore; nel 2013 diventa anche il commissario tecnico della nazionale statunitense maschile.
Nel corso degli anni trascorsi con la nazionale vince, tra le varie competizioni, due medaglie di bronzo olimpiche (nel 2016 a Rio de Janeiro e nel 2024 a Parigi), una medaglia di bronzo ai Mondiali del 2018 e tre campionati nordamericani (nel 2013, nel 2017 e nel 2023). Nei dodici anni passati alla guida della squadra universitaria conquista altresì due titoli nazionali (nel 2023 e nel 2024).
Il 25 settembre 2024 viene nominato presidente e CEO della federazione pallavolistica statunitense, lasciando contestualmente gli incarichi con i Bruins e con la nazionale maschile.

## Palmarès

### Giocatore
- NCAA Division I: 2

UC Los Angeles: 1993, 1995

### Allenatore
- NCAA Division I: 5

UC Irvine: 2007, 2009, 2012
UC Los Angeles: 2023, 2024

### Individuale
- National Coach of the Year

2006, 2023